# Vincent Vangeel
Vincent Vangeel (Mechelen, 18 september 1987) is een Belgische radiopresentator. Hij is een vaste stem van het Vlaamse radiostation Qmusic sinds 2010.

## Radio
Vangeel studeerde Radio aan het RITCS in Brussel. Tijdens zijn studie presenteerde hij bij de internetradio XL Air en nadien bij stadsradio FM Brussel. Daar presenteerde hij op zondagnamiddag Half & Half samen met Stijn Maris en later ook met Eva Daeleman.
Op 1 april 2009 ging hij aan de slag als programmamedewerker op de redactie van Qmusic en JOE.
Op 13 december 2010 presenteerde hij zijn eerste programma op Qmusic. Tot eind augustus 2012 presenteerde hij samen met Jolien Roets en Rik Boey de ochtendshow in schoolvakanties en op feestdagen.
Van 2011 tot 2016 presenteerde Vangeel - in een trio (met Peter Verhoeven en Eline De Munck), daarna in een duo (met Marcia Bwarody), uiteindelijk solo - het wekelijks vrijdagavondprogramma Que Pasa waarin gasten werden ontvangen, er interactie was met luisteraars en er vooral dancemuziek werd gedraaid, geregeld ook in de vorm van een dj-set.
Andere programma's die Vangeel presenteerde waren de zomerprogramma's The Sound Of Sea en Hotline Beach.
Sinds 8 januari 2018 presenteert Vangeel elke weekdag tussen 4 en 6 uur.
Van 5 september tot en met 14 november 2021 combineerde hij dat met het programma Best Of Q op zondagvoormiddag tussen 10 en 13u, naar aanleiding van het twintigjarig bestaan van de zender.

## Muziek
Op 4 augustus 2011 maakten Vangeel en zijn Q-collega's Jolien Roets en Rik Boey in Villa Vanthilt, de talk-show van Marcel Vanthilt op Eén, bekend dat zij de groep August zijn en het nummer A New Day hebben ingezongen zonder dat hun luisteraars en collega's het wisten. A New Day werd al sinds 4 juli gedraaid op Qmusic.
Midden oktober 2011 werd Thanks To You, de tweede single van August, gelanceerd. Het was de themasong van 10 jaar Q, de feestelijke dag rond het tienjarig bestaan van Qmusic.

## Podcast
Naar aanleiding van de 20ste verjaardag van Qmusic op 12 november 2021 maakte Vangeel een podcast van vijf afleveringen over de geschiedenis van de zender: '20 mysteries uit 20 jaar Q'. In de podcast sprak hij met huidige Q-dj's en voormalige Q-dj's als Erwin Deckers, Sven Ornelis en Wim Oosterlinck.
In augustus 2024 lanceerde hij samen met Thomas Smolders de podcast 'De Kiekeboes: Van Poppenkast Tot Podcast'. Ze spraken onder meer met Merho, Hec Leemans, Charel Cambré en Nix.

## Televisie
Van oktober 2011 tot maart 2012 was Vangeel online reporter voor het tv-programma The Voice van Vlaanderen op VTM.
Van 2017 tot 2020 was hij als stemacteur te horen in de animatieserie Ducktales van Disney.

## Privé
Vangeel heeft sinds 2010 een relatie met Qmusic-presentatrice Dorothee Dauwe. In augustus 2021 presenteerden ze voor de eerste keer samen een radioprogramma. Vangeel verving Maarten Vancoillie tijdens zijn vaderschapsverlof twee weken in de ochtendshow. 'Maarten & Dorothee' heette toen 'Dorothee & Vincent'.
Huidig (anno 2023):
Ulrike D'hauwer · Liam D'hert · Dorothee Dauwe · Tom De Cock · Jana De Wilde · Vincent Fierens · Yoren Linsen · Maxine Janssens · Nils Melckenbeeck · Loore Nelen · Regi Penxten · Jolien Roets · Emma Salden · Jan Thans · Maarten Vancoillie · Matthias Vandenbulcke · Paulien Van der Jeugt · Naomi Vanderpoorten · Vincent Vangeel · Liam Van Haverbeke · Dimitri Wouters
Voormalig (2001–2023):
Dorianne Aussems (2013–2014) · Rik Boey (2010–2013, 2015–2017) · Born (2015–2017) · Herbert Bruynseels (2001–2009) · Anke Buckinx (2007–2016) · Bab Buelens (2020) · Armin van Buuren (2021–2022) · Marcia Bwarody (2013–2017) · Joren Carels (2018–2020) · Séverine Champeaux (2013–2015) · Sam De Bruyn (2015–2020) · Erwin Deckers (2001–2008) · Jolien De Greef (2015) · Anneke De Keersmaeker (2002) · Felice Dekens (2011–2022) · Frederika Del Nero (2011–2012) · Nathalie Delporte (2001–2014) · Serge De Marre (2004–2015) · Eline De Munck (2012–2014) · Bart-Jan Depraetere (2001–2019) · Dries De Vis (2019–2020) · Inge De Vogelaere (2017–2020) · Sean Dhondt (2015–2023) · Elien D'hooge (2019–2021) · Yasmina El Messaoudi (2014–2015) · Evi Geysels (2010–2018) · Elizabeth Gesels (2016) · Violette Goemans (2015–2017) · Jenno Hallaert (2012–2015) · Wine Lauwers (2011–2019) · An Lemmens (2015–2019) · Kris Mannaerts (2006–2011) · Kristin Moers (2002–2003) · Marie Monballiu (2014–2021) · Sarah Mylle (2016–2020) · Johan Notebaert (2001–2002) · Wim Oosterlinck (2006–2020) · Sven Ornelis (2001–2016) · Hans Otten (2002–2003) · Xander Peeters (2011–2013) · Astrid Philips (2011–2014) · Elke Plancke (2012–2013) · Jarne Ponet (2023) · Alexandra Potvin (2001–2009) · Jarne Rediers (2021-2023) · Kürt Rogiers (2008–2015) · Thomas Rottier (2021-2023) · Carl Schmitz (2001–2014) · Elias Smekens (2013–2018) · Kenny Smet (2006–2011) · Toon Smet (2015–2018) · Sara Steegen (2011–2012) · Kenneth Stevens (2006–2016) · Loïc Thaler (2015-2016, 2018-2022) · Shalini Van den Langenbergh (2014–2018) · Julie Van den Steen (2021) · Joke van de Velde (2013–2015) · Elke Vanelderen (2005–2006) · Arne Vanhaecke (2015–2016) · Maureen Vanherberghen (2016–2023) · Elke Van Mello (2008–2010) · Francesca Vanthielen (2001–2002) · Erika Van Tielen (2006–2008) · Heidi Van Tielen (2015–2018) · Bjorn Verhoeven (2001–2012) · Peter Verhoeven (2001–2018) · Steffi Vertriest (2013–2015) · Kristien Wollants (2018–2020)